# Rio Paranapanema
 (août 2014).
Si vous disposez d'ouvrages ou d'articles de référence ou si vous connaissez des sites web de qualité traitant du thème abordé ici, merci de compléter l'article en donnant les références utiles à sa vérifiabilité et en les liant à la section « Notes et références ».
Le rio Paranapanema est un des cours d'eau les plus importants de l'État de São Paulo au Brésil. C'est un affluent du rio Paraná qui joue le rôle de frontière naturelle entre les États de São Paulo et du Paraná.
Le rio Paranapanema a une longueur totale de 929 km et une dénivellation de 570 m. Il coule de manière générale d'est en ouest et conflue avec le rio Paraná à une altitude de 239 m.
Les sources du rio Paranapanema sont situées dans la serra Agudos Grandes, au sud-est de l'État de São Paulo, à plus ou moins 100 km de la côte Atlantique, à la latitude de 24°51' sud et longitude de 48°10' ouest, à environ 900 m d'altitude.
Depuis sa source jusqu'au rio Itararé, il coule en territoire pauliste; à partir de là, il fait frontière entre les États du Paraná et de São Paulo.
La déclivité moyenne totale du rio Paranapanema, depuis sa source jusqu'à son confluent avec le rio Paraná est de 61 cm/km. Sans compter les premiers 100 km, où la rivière descend de la serra de Paranapiacaba, la déclivité moyenne est de 43 cm/km, valeur assez basse pour un parcours aussi long que 820 km.

## Affluents
- Le Paranapanema reçoit en rive gauche les eaux du rio Tibaji, un des plus importants cours d'eau de l'État de Paraná.

## Photographies

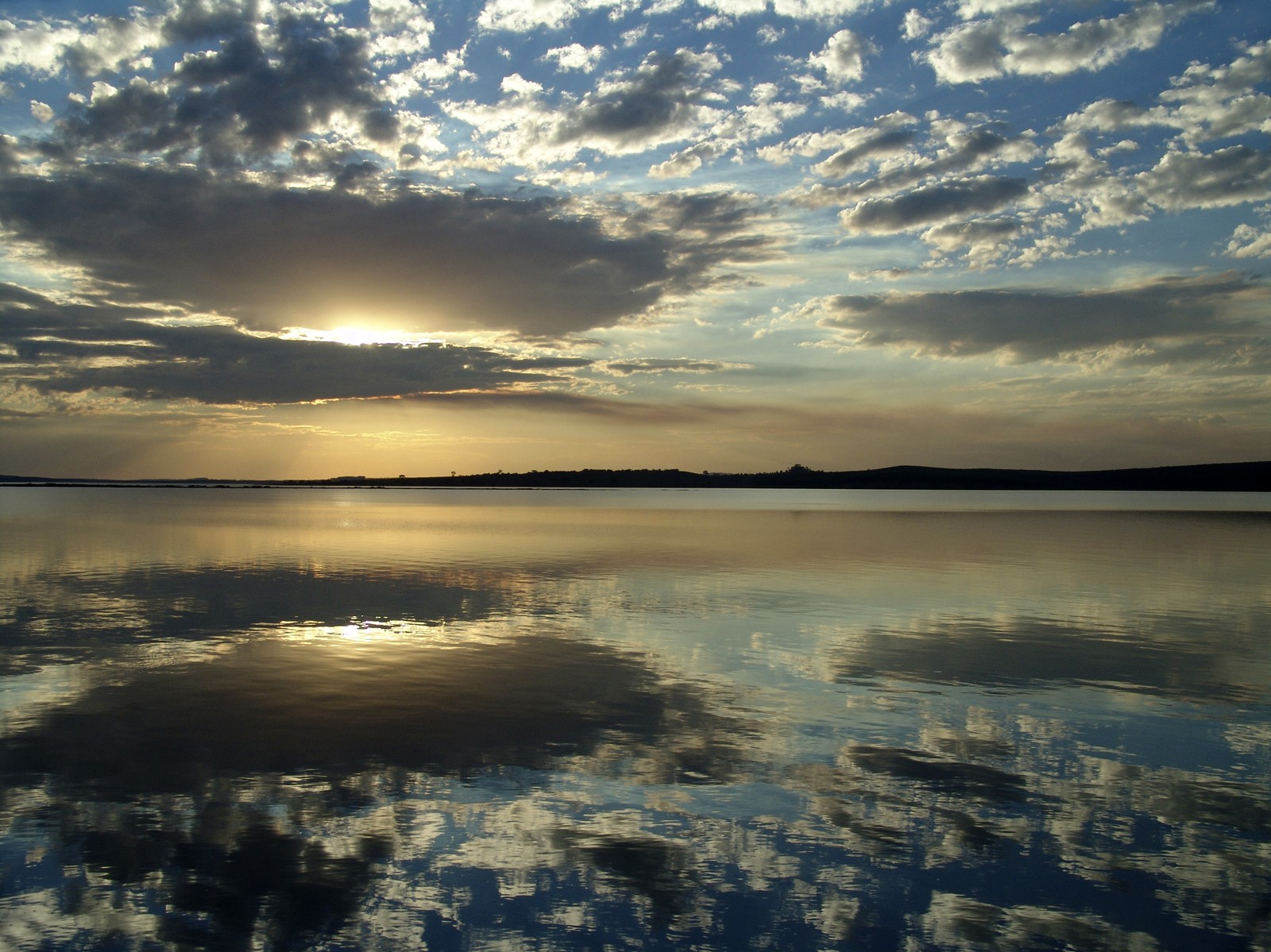
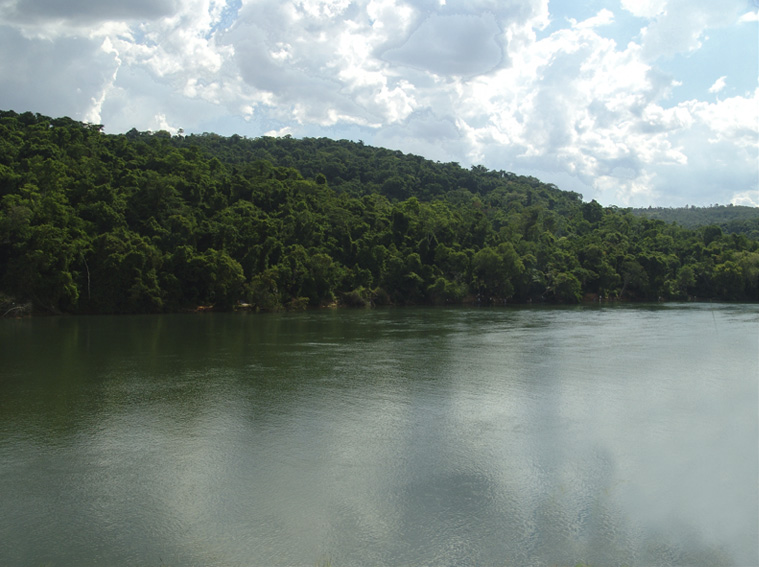
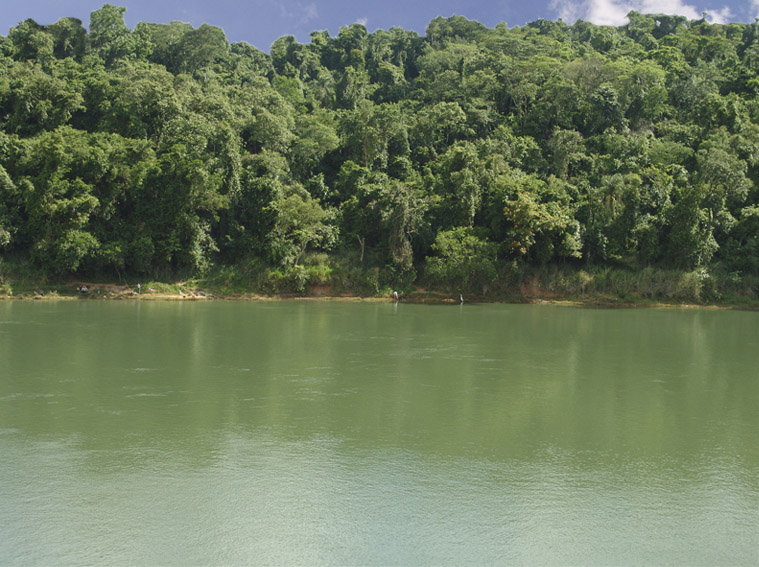
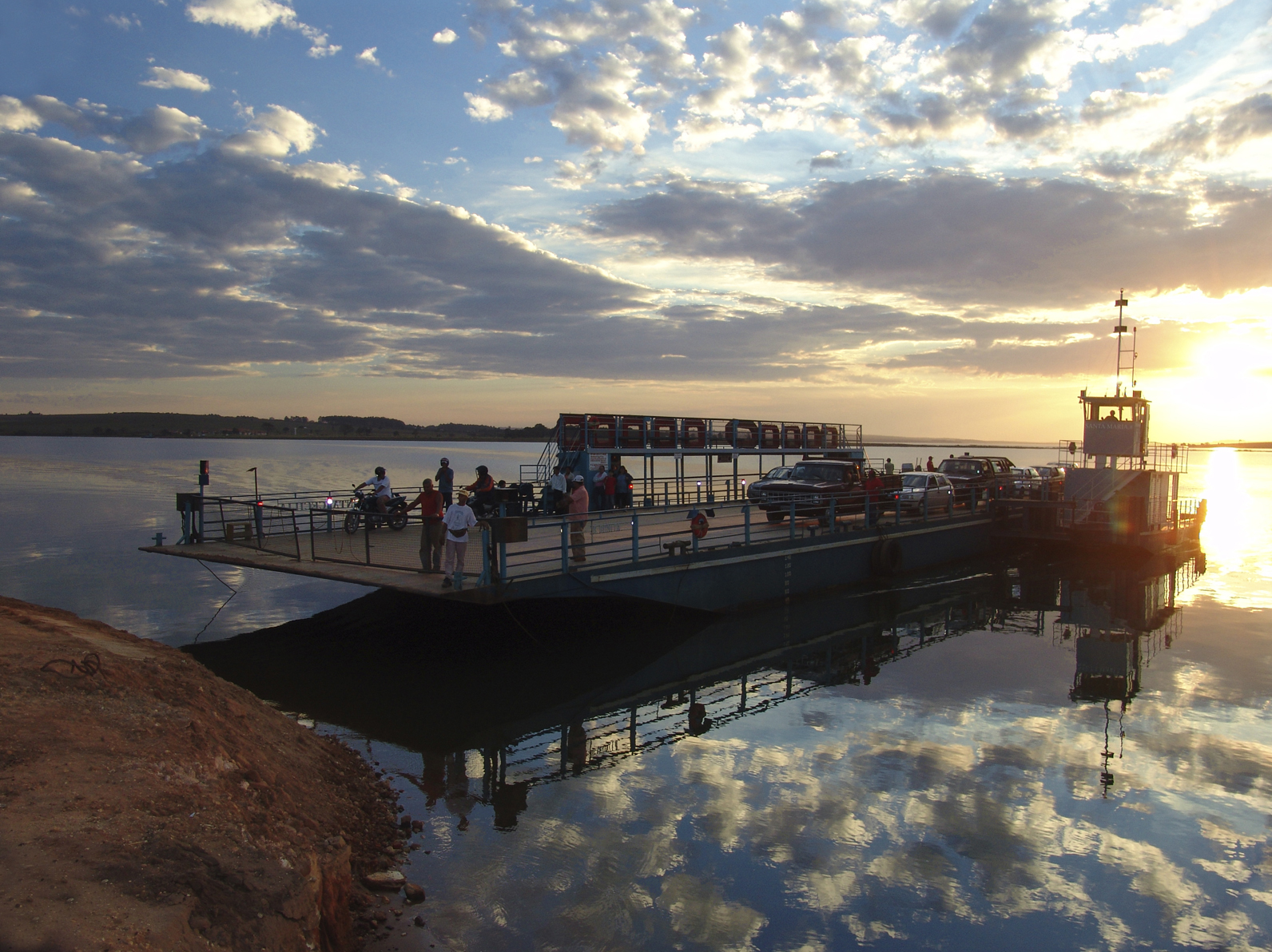